# جاين ستانلي
جاين ستانلي (بالإنجليزية: Jane Stanley)‏ (13 أبريل 1964 بإنجلترا في المملكة المتحدة - ) هي لاعبة كرة قدم بريطانية في مركز الهجوم. شاركت مع منتخب إنجلترا لكرة القدم للسيدات. أما مع النوادي، فقد لعبت مع Standard Liège (women) ‏.